# Freitag der 13. (1980)
Freitag der 13. (Originaltitel Friday the 13th) ist ein US-amerikanischer Horrorfilm aus dem Jahr 1980 von Sean S. Cunningham. Er gehört zusammen mit Halloween zu den Klassikern und Auslösern der ersten Welle amerikanischer Slasher-Filme Anfang der 1980er Jahre. Mit elf Fortsetzungen ist Freitag der 13. der Begründer der langlebigsten Horror-Filmreihe überhaupt. Inzwischen wurde der Rekord durch die Halloween-Reihe eingestellt.

## Handlung
1958 werden zwei jugendliche Aufseher im Ferienlager „Camp Crystal Lake“ von einem unbekannten Täter getötet. Daraufhin wird das Lager geschlossen.
Zwanzig Jahre später hat Steve Christy das heruntergekommene Camp übernommen. Zahlreichen Warnungen aus der Bevölkerung zum Trotz möchte er mit einer Gruppe von jugendlichen Aufsehern das Ferienlager für die Sommersaison herrichten. In den vergangenen Jahren soll ein Unbekannter immer wieder eine Neueröffnung durch Vergiften des Trinkwassers oder Brandstiftung verhindert haben. Auch Annie, die einen grünen Rucksack trägt und dort als Köchin arbeiten möchte, gehört zu den jungen Leuten, die auf dem Weg nach Camp Crystal Lake sind. In einer nahen Kleinstadt warnen sie allerdings in einer Gaststätte die Einheimischen, die bei der bloßen namentlichen Erwähnung des berüchtigten Camps hellhörig werden und ein besorgtes Gesicht machen, vor den Gefahren des Camps. Nachdem sie die Hälfte der verbleibenden Strecke von einem Lastwagenfahrer, der im Ort Pause gemacht hatte, mitgenommen worden ist, fährt Annie als Anhalterin in einem grünen Geländewagen mit. Für den Zuschauer ist dessen stummer Fahrer nicht sichtbar. Als Annie dem mysteriösen Fahrer gegenüber misstrauisch wird und vor Angst aus dem fahrenden Auto springt, jagt sie der ebenfalls ausgestiegene Unbekannte durch einen Wald und schneidet ihr mit einem Messer die Kehle durch.
Im Camp sind der Leiter Steve Christy und sieben Mitstreiter unterdessen mit der Instandsetzung der Einrichtung beschäftigt. Als die Dunkelheit hereinbricht, beginnt der unbekannte Mörder, die Aufseher zu isolieren und tötet einen nach dem anderen mit unterschiedlichen Waffen. Nur Alice, eine der Aufseherinnen, bekommt allmählich Zweifel. Als sie ihren Freund Bill auf Schreie und erloschene Lichter im Camp aufmerksam macht, finden die beiden eine blutverschmierte Axt in einem der Betten. Die beiden bemerken, dass weder das Telefon noch die Autos im Camp funktionieren. Als alle Lichter ausgehen, versucht Bill, den Generator des Camps wieder zu starten, wird dabei aber ebenfalls ermordet. Verstört flieht Alice in das Haupthaus des Camps. Als der grüne Geländewagen vorfährt, läuft sie ihm und einer vermeintlichen Rettung entgegen. Die ältere Frau, die aus dem Auto aussteigt, heißt Mrs. Voorhees und gibt sich als Bekannte des Campbesitzers Steve aus. Sie versucht, Alice zu beruhigen.
Es stellt sich heraus, dass ihr Sohn Jason im Jahr vor den ersten Morden im Camp war und im See ertrunken ist. Die Schuld dafür gibt sie den Aufsehern, die ihn nicht im Auge gehabt hätten. Aus diesem Grunde nimmt sie jetzt an den Aufsehern Rache für ihren Sohn und versucht, eine Neueröffnung des Camps zu verhindern. Immer wieder sagt sie mit einer Kinderstimme den Satz: „Töte sie, Mami, töte sie!“ Alice kann vor der Frau flüchten, diese verfolgt sie. Schließlich kann Alice Mrs. Voorhees mit einer Machete enthaupten.
In einer Traumsequenz der bereits im Krankenhaus versorgten Alice kommt das Grauen noch einmal zurück: Sie flüchtet nach der Enthauptung ihrer Verfolgerin in einem Boot auf den See. Als die Sonne wieder aufgegangen ist und Alice verstört im Boot sitzt, springt plötzlich ein entstellter Junge, anscheinend der seither im See liegende Jason, aus dem Wasser und zieht sie in die Tiefe.

## Produktion
Durch den überraschenden Erfolg von John Carpenters Film Halloween – Die Nacht des Grauens (1978), der als Vorreiter der Slasher-Filme gilt, wurde Produzent und Regisseur Sean S. Cunningham zum Dreh von Freitag der 13. inspiriert. Cunningham hatte zuvor schon beide Tätigkeiten für eine Reihe von Horrorfilmen ausgeübt und erhoffte sich einen kleinen finanziellen Erfolg im Fahrwasser von Halloween, mit dem er eines seiner Wunschprojekte finanzieren wollte. Mit einem sehr geringen Budget von ungefähr 550.000 US-Dollar wurde der Film in kürzester Zeit mit – außer Betsy Palmer – ausschließlich unbekannten Jungdarstellern abgedreht. Der Film wurde dennoch ein großer Überraschungserfolg, der alleine in den USA 39 Millionen US-Dollar einspielte. Für die Spezialeffekte konnte Tom Savini gewonnen werden, der sich zuvor durch die Mitarbeit an George A. Romeros Klassiker Dawn of the Dead (1978) einen Namen gemacht hatte.
Der Horror-Film wurde in der Nähe von Blairstown in New Jersey aufgenommen, die Aufnahmen des Camps wurden im NoBeBoSco Jugendcamp gedreht.
Zunächst sollte der Film „Long Night at Camp Blood“ („Lange Nacht am Blutcamp“) heißen. Dies wurde jedoch kurz vor den Dreharbeiten geändert.

## Rezeption
Trotz finanziellem Erfolg polarisierte der Film bei seiner Veröffentlichung, was sich auch in den Auswertungen US-amerikanischer Aggregatoren widerspiegelt. Zwar erfasst Rotten Tomatoes inzwischen mehrheitlich wohlwollende Besprechungen und ordnet den Film dementsprechend als „Frisch“ ein. Laut Metacritic fallen die Bewertungen im Mittel aber „Grundsätzlich Ablehnend“ aus.
So nannte Gene Siskel Regisseur Cunningham „eine der verabscheuungswürdigsten Kreaturen, die je das Filmgeschäft heimgesucht haben“. Er veröffentlichte die Adresse von Betsy Palmer und ermutigte weitere Gegner des Films, ihr zu schreiben, um ihre Verachtung für den Film auszudrücken. Es war jedoch die falsche Adresse. Er und sein Kollege Roger Ebert verrissen den Film in einer Spezialfolge von Siskel and Ebert. Die Variety bezeichnete den Film als „Lowbudget im negativsten Sinne“. Auch das Lexikon des internationalen Films zeigte sich wenig aufgeschlossen und befand Freitag der 13. als „sehr blutrünstig, primitiv und unglaubwürdig“, er sei „ein ebenso dilettantischer wie abstoßender Horrorfilm“. Von einem „abstrusen Horror-Schlachtfest“ ohne „plausible Motivation“ spricht der Fischer Film Almanach 1981.
Spätere rückblickende Kritiken fielen deutlich positiver aus. So schrieb Dave Kehr im Chicago Reader, dass der Film „bei all seiner Schäbigkeit“ halte, was er verspreche. James Kendrick meinte, der Film wolle kaum mehr als „Spannung zu erzeugen“ und einige „gut getimte Schocks“ zu liefern, was er „mit Präzision und sogar einem gewissen Sinn für Kunst“ mache. Ein weiteres positives Beispiel ist eine aktuellere Rezension von Cinema, die resümierte: „Gestern Schund – und heute Kult.“

## Trivia
- Da die beiden Spezial-Effekte-Künstler Tom Savini und Taso N. Stavrakis im Horrorfilm Dawn of the Dead von George A. Romero von 1978 überzeugende Arbeit geleistet hatten, buchte sie Regisseur Sean S. Cunningham für die Dreharbeiten. Im reichlich blutrünstigen Film Dawn of the Dead verwendete das Team in Deutschland hergestelltes Kunstblut, was jedoch optisch kein zufriedenstellendes Resultat lieferte. Deshalb mischten Savini und Stavrakis für Freitag der 13. ein anatomisch realistischeres Kunstblut nach eigenem Rezept zusammen, bestehend aus Maissirup und Lebensmittelfarbe. Für die Viskosität gab das Duo ein Netzmittel hinzu, nämlich die Kodak-Photo-Flo-200-Lösung.[18]
- Harry Manfredini komponierte das Filmthema als Interpretation der Wahnvorstellung von Pamela Voorhees, ihr Sohn würde sie zum Töten auffordern (»Kill her Mammy«). So entstand das markante, von Manfredini selbst eingesprochene „Ki Ki Ki, Ma Ma Ma“.[2][19]
- Im gesamten Film wird nur in den Szenen Musik verwendet, in denen der Killer in der Nähe ist. Alle anderen Szenen bleiben ohne musikalische Untermalung.
- Betsy Palmer, die hier Pamela Voorhees verkörpert, empfand das Script laut eigener Aussage als »piece of shit«. Sie nahm die Rolle dennoch an, weil sie seinerzeit ein neues Auto brauchte.[2][20]
- Hauptdarstellerin Adrienne King wurde in der Folge der Aufführung des Films von einem Stalker verfolgt. Als Reaktion auf diese Erfahrung zog sie sich danach für einen langen Zeitraum aus dem Filmgeschäft zurück.[2]
- In der Todesszene von Jack (Kevin Bacon) lag der für Spezialeffekte zuständige Tom Savini unter dem Bett und sollte das aus Bacons Hals strömende Blut, was echtes Schafsblut war, mit einer Plungerpumpe nach oben drücken. Da diese aber defekt war, pustete er es selbst durch einen Schlauch nach oben, was die Stoßfontänen und die Luftblasen erklärt, die in der schlussendlichen Szene zu sehen sind.[2][21]
- Savini war außerdem der wahre Schütze des Pfeils, der unmittelbar neben Brenda (Laurie Bartram) einschlägt.[6]
- Während des Abschlusskampfes zwischen Pamela Voorhees und Alice schlug Betsy Palmer aus Theatergewohnheit richtig zu, bis ihre Schauspielkollegin King in Tränen ausbrach und Palmer gebeten wurde, auf echte Schläge zu verzichten.[2]
- Der ertrunkene Jason sollte in der Schluss-Sequenz ursprünglich von Regisseur Cunninghams Sohn gespielt werden, was dessen Mutter allerdings ablehnte.[6]
- Sean Cunningham empfand die Idee, Jason in das Geschehen zurückzubringen, als furchtbar. Das Ende des Films sollte eine Traumsequenz sein.[2] Bekanntlich wurde aber schließlich doch Jason ab dem zweiten Teil zum Killer der Freitag-der-13.-Reihe.
- Nach der Erstveröffentlichung des Films Freitag der 13. im Mai 1980 in amerikanischen Kinos entwickelte sich der Film zum Klassiker und prägte die Machart folgender Horrorfilme, zum Beispiel Blutiger Sommer – Das Camp des Grauens von 1983.[22]
- In der Postproduktion stand Regisseur Wes Craven, der sich die Urfassung anschaute, beim Filmschnitt von Freitag der 13. seinem Kollegen Cunningham mit wertvollen Ratschlägen zur Seite. Den Urschnitt des Horrorfilms empfanden Craven und Cunningham in der Dramaturgie als zu langsam.[23]
- Neben Paranormal Activity, Blair Witch Project, Halloween – Die Nacht des Grauens und Saw gehört Freitag der 13. zu den fünf umsatzstärksten Horrorfilmen der Filmgeschichte.[24]

## Deutsche Fassungen
| Figur             | Darsteller      | Deutscher Sprecher    |
| ----------------- | --------------- | --------------------- |
| Pamela Voorhees   | Betsy Palmer    | Karin Kernke          |
| Alice Hardy       | Adrienne King   | Dagmar Heller         |
| Marcie Cunningham | Jeannine Taylor | Uschi Wolff           |
| Annie             | Robbi Morgan    | Marina Köhler         |
| Jack Burrell      | Kevin Bacon     | Michael Tanneberger   |
| Bill              | Harry Crosby    | Peter Ehret           |
| Brenda            | Laurie Bartram  | Constanze Engelbrecht |
| Ned Rubenstein    | Mark Nelson     | Pierre Franckh        |
| Steve Christy     | Peter Brouwer   | Michael Brennicke     |
| Enos, Truckfahrer | Rex Everhart    | Gernot Duda           |
| Sergeant Tierney  | Ronn Carroll    | Michael Gahr          |
| Officer Dorff     | Ron Millkie     | Holger Schwiers       |
| Crazy Ralph       | Walt Gorney     | Leo Bardischewski     |
| Barry             | Willie Adam     | Michael Westerhoff    |
| Claudette         | Debra S. Hayes  | Viola Böhmelt         |
| Trudy             | Dorothy Krobs   | Gisela Matt           |
| Datumsansage      | N. N.           | Horst Naumann         |

Aufgrund seiner expliziten Darstellung von Gewalt, gepaart mit einer jugendlichen Zielgruppe, und seines großen Erfolges an den Kinokassen stand der Film in Deutschland in vorderster Reihe bei Diskussionen zum Jugendschutz und Zensur. Die ungeschnittene Fassung erhielt in Deutschland von der FSK eine Altersfreigabe ab 18 Jahren und wurde von der Bundesprüfstelle für jugendgefährdende Medien indiziert. Zum damaligen Zeitpunkt war dies noch möglich; seit der Novelle des Jugendschutzgesetzes 2003 verhindert eine Altersfreigabe durch die FSK eine anschließende Indizierung. Im März 2008 wurde der Film folgeindiziert. Diese Indizierung wurde im Juli 2017 vorzeitig aufgehoben. Eine Neuprüfung der ungeschnittenen Fassung durch die FSK im August 2020 ergab eine Freigabe ab 18 Jahren.
Die deutsche Fassung basiert auf der amerikanischen „Unrated Version“ und nicht auf der „R-rated Version“. Sie ist somit um wenige Sekunden länger und in einigen Gewaltdarstellungen expliziter als die amerikanische Kinoversion. Nach der ungeschnittenen Kinoauswertung ab dem 13. Juni 1980 folgten ebensolche Versionen für den Video-Markt und später auf DVD durch Warner Home Video. Dabei wurden immer wieder Bootleg-Varianten des Films angeboten.
Eine Auswertung im deutschen Fernsehen erfolgte erst ab 2002 durch den Bezahlsender Premiere und später auf verschiedenen Privatsendern. Bei allen diesen Fernsehausstrahlungen wurde der Film auf Grund der Indizierung (in unterschiedlichem Umfang) um einige explizite Gewaltdarstellungen gekürzt.
Am 9. Juni 2013 sendete der Kulturkanal ARTE den Film in seiner ungekürzten Fassung, welche auf der amerikanischen „Unrated Version“ basiert und nicht auf der „R-Rated Version“.
Die deutsche Synchronfassung entstand bei der cine – adaption GmbH Film- und Fernsehsynchronisation, München.

## Ungeschnittene 35-mm-Fassung
Am 19. Mai 2012 feierte im Rahmen der fünften „Hudson Horror Show“ die ungeschnittene 35-mm-Film-Fassung (97-minütig) Premiere im Silver Cinema in Poughkeepsie, New York.

## Neuverfilmung
Eine Neuverfilmung erschien unter gleichem Namen weltweit mit wenigen Ausnahmen am 13. Februar 2009, einem Freitag, in den Kinos. Marcus Nispel (Pathfinder – Fährte des Kriegers) als Regisseur und Michael Bay (Texas Chainsaw Massacre) als Produzent. waren bereits als Duo an der Neuverfilmung von Texas Chainsaw Massacre (1974) mit dem Titel Michael Bay’s Texas Chainsaw Massacre (2003) beteiligt. Als Reboot handelt es sich um keine Neuverfilmung, sondern lediglich um eine Neuinterpretation der Filmidee aus dem Jahr 1980 ohne Inhaltsgleichheit mit der ursprünglichen Version.